# Ctenomys knighti
Ctenomys knighti és una espècie de mamífer rosegador histricomorf de la família dels ctenòmids, endèmica de l'Argentina.